# Rivière de Quérigut
La rivière de Quérigut est une  rivière du sud de la France qui coule dans le département de l'Ariège, dans la région Occitanie. C'est un affluent de rive droite de la Bruyante.

## Géographie
La rivière de Quérigut est une rivière du Donezan qui prend sa source en flanc nord du pic de Ginebre dans le massif du Carlit, sur la commune de Quérigut. Elle se jette dans la Bruyante en rive droite sur la commune de Rouze, en limite du département de l'Aude.
Elle traverse l'étang de Quérigut de 3,3 hectares situé à 1 876 m d'altitude.
La longueur de son cours d'eau est de 10,1 km.

### Communes traversées
La rivière de Quérigut traverse un seul département, trois communes et se trouve en intégralité dans le Donezan.
- Département de l'Ariège :
  - Quérigut (source), Le Pla et Rouze (confluence/embouchure).

## Principaux affluents
- la rivière de Quérigut à neuf affluents :
  - le ruisseau de l'Orri : 2 km
  - le ruisseau du Prat de l'Étang : 3 km
  - le ruisseau de la Trabe : 1,4 km
  - le ruisseau de Caboulrie : 2,2 km
  - le ruisseau du Soula : 2,2 km
  - le ruisseau des Îles : 2,2 km
  - le ruisseau de Saint-Jean : 3,5 km
  - le Rec Blanc : 3,9 km
  - le ruisseau d'Artigues : 11 km